# Elecciones regionales y municipales de Perú de 2006
Las elecciones regionales y municipales de Perú de 2006 se llevaron a cabo el domingo 19 de noviembre de 2006 en todo el país, eligiendo autoridades para el período 2007-2010. Fueron convocadas por el presidente Alejandro Toledo mediante Decreto Supremo N° 012-2006-PCM (22 de marzo de 2006). Se sometieron a elección 25 presidencias regionales, 195 alcaldías provinciales y 1637 distritales. Fueron las últimas elecciones subnacionales celebradas en noviembre.
El resultado reveló la fragmentación del voto regional y local y el declive de los partidos políticos, protagónicos en las anteriores elecciones subnacionales. Los movimientos regionales se alzaron como los vencedores de esta elección, tanto en número de gobiernos regionales, alcaldías provinciales y alcaldías distritales. Sin embargo, la mayoría de ellos se trataban de movimientos personalistas, con niveles más o menos elaborados en sus programas pero sin un proyecto político a largo plazo. Ello puso de manifiesto una de las características del régimen peruano durante los siguientes años: una política despartidarizada o una democracia sin partidos.
Los resultados regionales fueron un duro revés para Partido Aprista Peruano, que acababa de ganar las elecciones generales apenas 5 meses antes: perdió casi todos los gobiernos regionales que ostentaba, excepto dos (Piura y La Libertad). El partido opositor Unión por el Perú, vencedor en las últimas elecciones parlamentarias (si bien en alianza con el Partido Nacionalista Peruano), obtuvo solo uno. Ningún otro partido político nacional consiguió más de un gobierno regional.
Los resultados municipales fueron más matizados. El oficialista Partido Aprista Peruano perdió la mitad de las alcaldías provinciales que ostentaba, pero aumentó su número de alcaldías distritales. Unión por el Perú se alzó con el segundo lugar en número de alcaldías provinciales y distritales. Acción Popular y el recién inscrito Partido Nacionalista Peruano desplazaron a los tradicionales Somos Perú y Unidad Nacional (si bien pudo revalidar su victoria en Lima). Alianza para el Progreso, otro partido de reciente creación, apareció con fuerza en el norte del país; le arrebató la alcaldía de Trujillo al aprismo en lo que fue su primera derrota desde 1963 .

## Sistema electoral

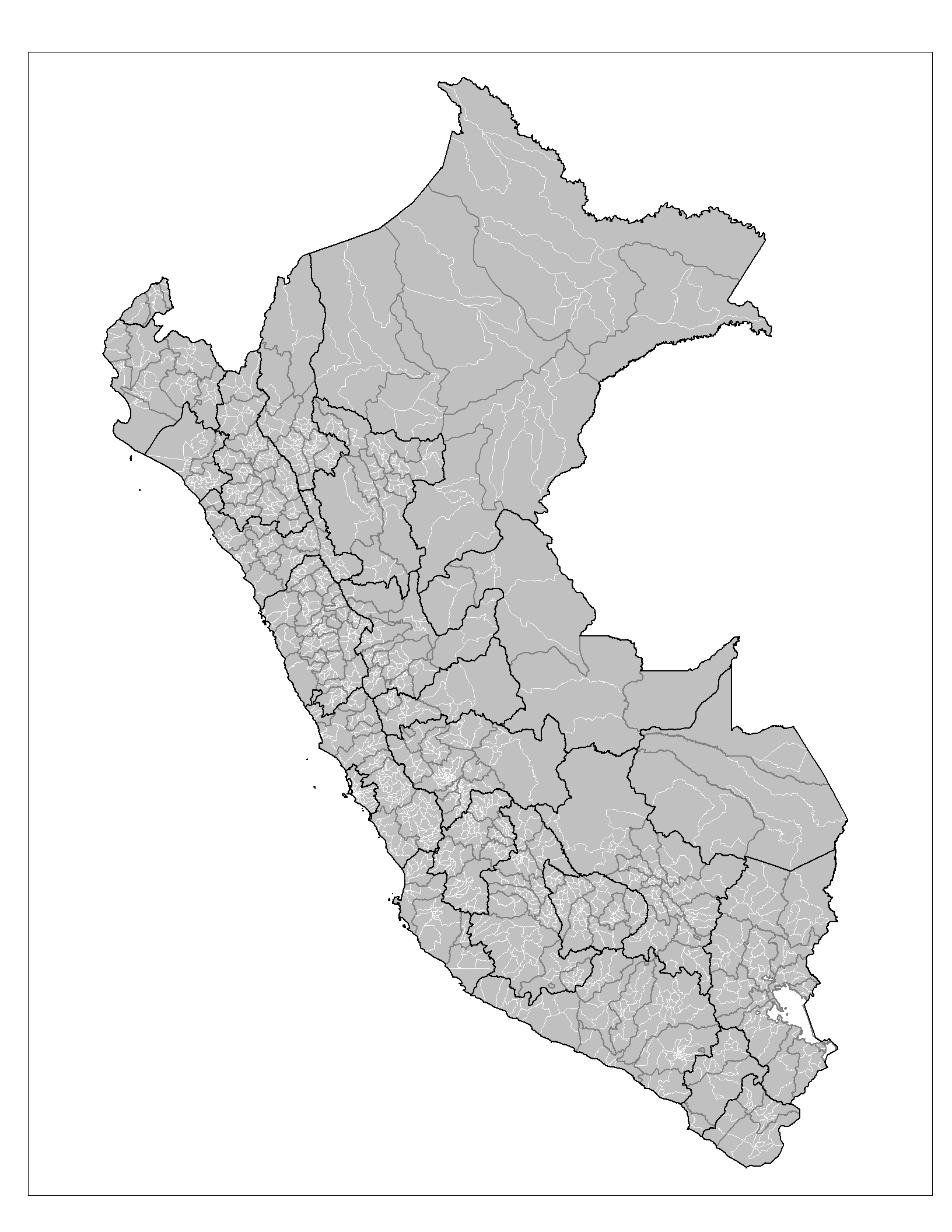
División administrativa del Perú (departamentos, provincias y distritos).

### Generalidades
La República del Perú se divide político‐administrativamente en 24 departamentos, 194 provincias y 1825 distritos. Su administración se encuentra a cargo de los presidentes regionales, los alcaldes provinciales y los alcaldes distritales, respectivamente. Estos cargos son sometidos a elección popular el primer domingo de noviembre, cada cuatro años. El sistema electoral encargado de la organización del proceso está conformado por el Jurado Nacional de Elecciones (JNE), la Oficina Nacional de Procesos Electorales (ONPE) y el Registro Nacional de Identificación y Estado Civil (RENIEC). Los partidos políticos y los movimientos regionales debidamente inscritos en el Registro de Organizaciones Políticas están habilitados para presentar candidatos.

### Elecciones regionales
Los gobiernos regionales constituyen el órgano administrativo y de gobierno de los departamentos del Perú y la Provincia Constitucional del Callao. Están compuestos por el presidente regional, el vicepresidente regional y el Consejo Regional.
La votación se realiza en base al sufragio universal, que comprende a todos los ciudadanos nacionales mayores de dieciocho años, empadronados y residentes en cada departamento y en pleno goce de sus derechos políticos.
El presidente regional, el vicepresidente regional y el Consejo Regional son elegidos por sufragio directo. La votación es por lista cerrada y bloqueada. Se asigna a la lista ganadora los escaños según el método d'Hondt o la mitad más uno, lo que más le favorezca.

### Elecciones municipales
Las municipalidades provinciales y distritales constituyen el órgano administrativo y de gobierno de las provincias y los distritos del Perú. Están compuestas por el alcalde y el concejo municipal (provincial y distrital).
La votación se realiza en base al sufragio universal, que comprende a todos los ciudadanos nacionales y no nacionales mayores de dieciocho años, empadronados y residentes en la provincia o el distrito y en pleno goce de sus derechos políticos.
Los concejos municipales están compuestos por entre 5 y 15 regidores (excepto el de la provincia de Lima, compuesto por 39 regidores) elegidos por sufragio directo para un período de cuatro (4) años, en forma conjunta con la elección del alcalde (quien preside el concejo). La votación es por lista cerrada y bloqueada. Se asigna a la lista ganadora los escaños según el método d'Hondt o la mitad más uno, lo que más le favorezca.

## Elecciones regionales

### Sumario general

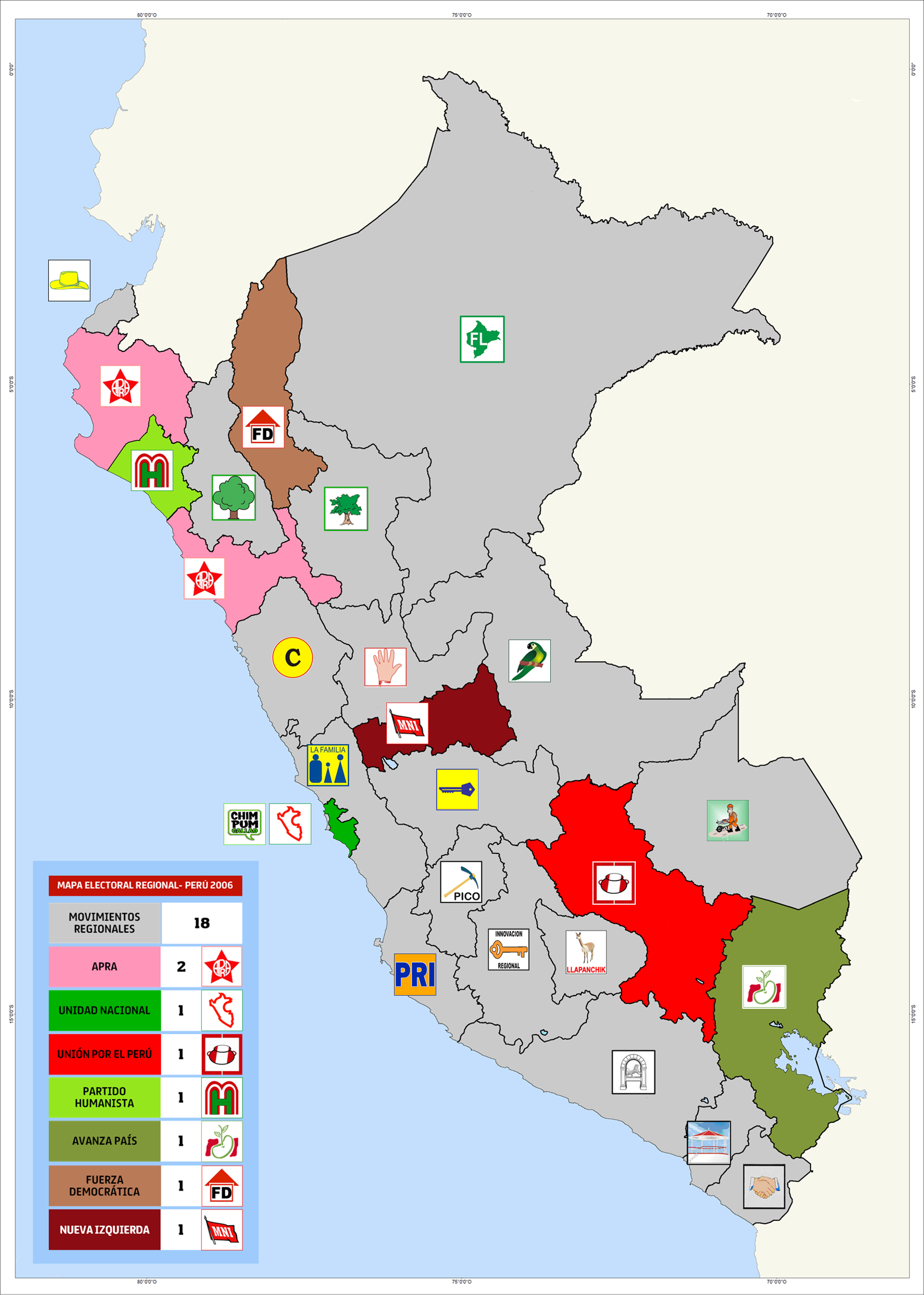
Resultados de las elecciones regionales de Perú de 2006.

Resultados de las elecciones municipales provinciales de Perú de 2006.

| | Partido Aprista Peruano (APRA)                            | 1,586,429  | 18.47 | –5.64  | 2  | –10 |  |  |
| | Partido Nacionalista Peruano (PNP)                        | 721,988    | 8.41  | Nuevo  | 0  | ±0  |  |  |
| | Unión por el Perú (UPP)3                                  | 474,004    | 5.52  | –0.08  | 1  | –1  |  |  |
| | Unidad Nacional y coaliciones (PPC–SN–x)                  | 350,365    | 4.08  | –3.96  | 0  | ±0  |  |  |
| Unidad Nacional (PPC–SN)1 | 250,567                                                   | 2.92       | –4.68 | 0      | ±0 |     |  |  |
| Juntos por La Libertad (PPC–SN–Súmate)2 | 99,798                                                    | 1.16       | +0.72 | 0      | ±0 |     |  |  |
| | Restauración Nacional (RN)                                | 265,147    | 3.09  | Nuevo  | 0  | ±0  |  |  |
| | Fuerza Democrática (FD)4                                  | 234,492    | 2.73  | –0.24  | 1  | +1  |  |  |
| | Movimiento Humanista Peruano (MHP)                        | 217,415    | 2.53  | Nuevo  | 1  | +1  |  |  |
| | Agrupación Independiente Sí Cumple (Sí Cumple)            | 195,040    | 2.27  | Nuevo  | 0  | ±0  |  |  |
| | Acción Popular (AP)                                       | 172,099    | 2.00  | –3.91  | 0  | ±0  |  |  |
| | Avanza País (AvP)                                         | 135,649    | 1.58  | Nuevo  | 1  | +1  |  |  |
| | Perú Posible (PP)5                                        | 130,723    | 1.52  | –10.47 | 0  | –1  |  |  |
| | Movimiento Nueva Izquierda (MNI)6                         | 117,001    | 1.36  | –1.17  | 1  | ±0  |  |  |
| | Alianza para el Progreso (APP)                            | 110,608    | 1.29  | –1.48  | 0  | ±0  |  |  |
| | Resurgimiento Peruano (RP)                                | 75,036     | 0.87  | Nuevo  | 0  | ±0  |  |  |
| | Frente Amplio Regional (MNI–PS)7                          | 71,584     | 0.83  | +0.75  | 1  | +1  |  |  |
| | Renacimiento Andino (RA)                                  | 45,510     | 0.53  | –1.22  | 0  | ±0  |  |  |
| | Somos Perú (SP)                                           | 43,069     | 0.50  | –5.74  | 0  | –1  |  |  |
| | Coordinadora Nacional de Independientes (CNI)             | 40,362     | 0.47  | Nuevo  | 0  | ±0  |  |  |
| | Frente Independiente Moralizador (FIM)                    | 33,519     | 0.39  | –0.99  | 0  | –1  |  |  |
| | Confianza Perú (Confianza Perú–FD–PA)8                    | 32,347     | 0.38  | +0.21  | 0  | ±0  |  |  |
| | Alianza Regional Áncash (PPC–SN–PP–PDS)9                  | 31,975     | 0.37  | –1.71  | 0  | ±0  |  |  |
| | Con Fuerza Perú (CFP)                                     | 17,716     | 0.21  | Nuevo  | 0  | ±0  |  |  |
| | Frente Popular Agrícola del Perú (Frepap)                 | 15,406     | 0.18  | Nuevo  | 0  | ±0  |  |  |
| | Perú Ahora (PA)4                                          | 8,365      | 0.10  | Nuevo  | 0  | ±0  |  |  |
| | Frente Popular Democrático (MNI–PS)10                     | 6,324      | 0.07  | –0.16  | 0  | ±0  |  |  |
| | Fuerza Nacional (FN)                                      | 4,083      | 0.05  | Nuevo  | 0  | ±0  |  |  |
| | Partido Socialista (PS)6                                  | 2,730      | 0.03  | Nuevo  | 0  | ±0  |  |  |
| | Partido por la Democracia Social - Compromiso Perú (PDS)5 | 2,189      | 0.03  | Nuevo  | 0  | ±0  |  |  |
| | Independientes                                            | 3,448,372  | 40.15 | n/a    | 17 | +10 |  |  |
| |                                                           |            |       |        |    |     |  |  |
| Total | Total                                                     | 8,589,547  |       |        | 25 | ±0  |  |  |
| |                                                           |            |       |        |    |     |  |  |
| Votos válidos | Votos válidos                                             | 8,589,547  | 86.81 | +1.48  |    |     |  |  |
| Votos en blanco | Votos en blanco                                           | 488,250    | 4.93  | –1.53  |    |     |  |  |
| Votos nulos | Votos nulos                                               | 817,092    | 8.26  | +0.05  |    |     |  |  |
| Votos emitidos | Votos emitidos                                            | 9,894,889  | 87.13 | +4.00  |    |     |  |  |
| Abstenciones | Abstenciones                                              | 1,461,725  | 12.87 | –4.00  |    |     |  |  |
| Votantes registrados | Votantes registrados                                      | 11,356,614 |       |        |    |     |  |  |
| |                                                           |            |       |        |    |     |  |  |
| Fuente: |                                                           |            |       |        |    |     |  |  |
| Notas al pie: 1 No incluye resultados en Áncash y La Libertad. 2 Comparado con los resultados de Unidad Nacional (UN) en La Libertad en las elecciones de 2002. 3 Comparado con los resultados de Agrupación Independiente Unión por el Perú - Frente Amplio (UPP) en las elecciones de 2002. 4 No incluye resultados en Callao y Lima Provincias. 5 No incluye resultados en Áncash. 6 No incluye resultados en Apurímac y Huánuco. 7 Comparado con los resultados del Movimiento Nueva Izquierda (MNI) en Huánuco en las elecciones de 2002. 8 Comparado con los resultados de Fuerza Democrática (FD) en Callao y Lima Provincias en las elecciones de 2002. 9 Comparado con los resultados de Perú Posible (PP) y Unidad Nacional (UN) en Áncash en las elecciones de 2002. 10 Comparado con los resultados del Movimiento Nueva Izquierda (MNI) en Apurímac en las elecciones de 2002. |                                                           |            |       |        |    |     |  |  |
| Notas al pie: |                                                           |            |       |        |    |     |  |  |
| 1 No incluye resultados en Áncash y La Libertad. 2 Comparado con los resultados de Unidad Nacional (UN) en La Libertad en las elecciones de 2002. 3 Comparado con los resultados de Agrupación Independiente Unión por el Perú - Frente Amplio (UPP) en las elecciones de 2002. 4 No incluye resultados en Callao y Lima Provincias. 5 No incluye resultados en Áncash. 6 No incluye resultados en Apurímac y Huánuco. 7 Comparado con los resultados del Movimiento Nueva Izquierda (MNI) en Huánuco en las elecciones de 2002. 8 Comparado con los resultados de Fuerza Democrática (FD) en Callao y Lima Provincias en las elecciones de 2002. 9 Comparado con los resultados de Perú Posible (PP) y Unidad Nacional (UN) en Áncash en las elecciones de 2002. 10 Comparado con los resultados del Movimiento Nueva Izquierda (MNI) en Apurímac en las elecciones de 2002.               |                                                           |            |       |        |    |     |  |  |

### Resultados por departamento
La siguiente tabla enumera el control partidario en los departamentos del Perú. El cambio de mando de una organización política se resalta del color de ese partido. 
| Departamento  | Presidente(a) titular          | Partido político | Partido político                    | Presidente(a) electo(a)        | Partido político | Partido político                     |
| ------------- | ------------------------------ | ---------------- | ----------------------------------- | ------------------------------ | ---------------- | ------------------------------------ |
| Amazonas      | Miguel Reyes Contreras         |                  | Partido Aprista Peruano             | Óscar Altamirano Quispe        |                  | Fuerza Democrática                   |
| Áncash        | Ricardo Narváez Soto           |                  | Partido Aprista Peruano             | César Álvarez Aguilar          |                  | Cuenta Conmigo                       |
| Apurímac      | Rosa Suárez Aliaga             |                  | Unión por el Perú                   | David Salazar Morote           |                  | Llapanchik                           |
| Arequipa      | Daniel Vera Ballón             |                  | Partido Aprista Peruano             | Juan Guillén Benavides         |                  | Arequipa, Tradición y Futuro         |
| Ayacucho      | Omar Quezada Martínez          |                  | Partido Aprista Peruano             | Isaac Molina Chávez            |                  | Innovación Regional                  |
| Cajamarca     | Luis Pita Gastelumendi         |                  | Partido Aprista Peruano             | Jesús Coronel Salirrosas       |                  | Fuerza Social Cajamarca              |
| Callao        | Rogelio Canches Guzmán         |                  | Perú Posible                        | Alexander Kouri Bumachar       |                  | Chim Pum Callao                      |
| Cusco         | Carlos Cuaresma Sánchez        |                  | Frente Independiente Moralizador    | Hugo Gonzales Sayán            |                  | Unión por el Perú                    |
| Huancavelica  | Salvador Espinoza Huarocc      |                  | Campesinos y Profesionales          | Federico Salas-Guevara Schultz |                  | Proyecto Integracionista             |
| Huánuco       | Luzmila Templo Condeso         |                  | Luchemos por Huánuco                | Jorge Espinoza Egoávil         |                  | Frente Amplio Regional               |
| Ica           | Manuel Tello Céspedes          |                  | Partido Aprista Peruano             | Rómulo Triveño Pinto           |                  | Partido Regional de Integración      |
| Junín         | Manuel Duarte Velarde          |                  | Unidos por Junín                    | Vladimiro Huaroc Portocarrero  |                  | Convergencia Regional Descentralista |
| La Libertad   | Homero Burgos Oliveros         |                  | Partido Aprista Peruano             | José Murgia Zannier            |                  | Partido Aprista Peruano              |
| Lambayeque    | Yehude Simon Munaro            |                  | Unión por el Perú                   | Yehude Simon Munaro            |                  | Movimiento Humanista Peruano         |
| Lima          | Miguel Mufarech Nemy           |                  | Partido Aprista Peruano             | Nelson Chui Mejía              |                  | Concertación para el Desarrollo      |
| Loreto        | Robinson Rivadeneyra Reátegui  |                  | UNIPOL                              | Yván Vásquez Valera            |                  | Fuerza Loretana                      |
| Madre de Dios | José del Maestro Ríos          |                  | Movimiento Nueva Izquierda          | Santos Kaway Komori            |                  | Obras Siempre Obras                  |
| Moquegua      | Cristala Constantinides Rosado |                  | Somos Perú                          | Jaime Rodríguez Villanueva     |                  | Nuestro Ilo-Moquegua                 |
| Pasco         | Víctor Espinoza Soto           |                  | Concertación en la Región           | Félix Rivera Serrano           |                  | Movimiento Nueva Izquierda           |
| Piura         | César Trelles Lara             |                  | Partido Aprista Peruano             | César Trelles Lara             |                  | Partido Aprista Peruano              |
| Puno          | David Jiménez Sardón           |                  | Autonomía Regional Quechua y Aymara | Hernán Fuentes Guzmán          |                  | Avanza País                          |
| San Martín    | Julio Cárdenas Sánchez         |                  | Partido Aprista Peruano             | César Villanueva Arévalo       |                  | Nueva Amazonía                       |
| Tacna         | Julio Alva Centurión           |                  | Partido Aprista Peruano             | Hugo Ordóñez Salazar           |                  | Alianza por Tacna                    |
| Tumbes        | Rosa Medina Feijoo             |                  | Partido Aprista Peruano             | Wilmer Dios Benites            |                  | FAENA                                |
| Ucayali       | Edwin Vásquez López            |                  | Nueva Amazonía                      | Jorge Velásquez Portocarrero   |                  | Integrando Ucayali                   |

## Elecciones municipales provinciales

### Sumario general
| | Unidad Nacional y coaliciones (PPC–SN–x)                  | 2,220,188  | 17.92 | +0.38 | 6   | –6  |  |  |
| Unidad Nacional (PPC–SN)1 | 2,128,212                                                 | 17.17      | +0.37 | 4     | –7  |     |  |  |
| Juntos por La Libertad (PPC–SN–Súmate)2 | 60,598                                                    | 0.49       | +0.34 | 2     | +1  |     |  |  |
| Unidos por Ica (PPC–SN–FREPROI)3 | 31,378                                                    | 0.25       | –0.33 | 0     | ±0  |     |  |  |
| | Partido Aprista Peruano (APRA)                            | 1,716,319  | 13.85 | +1.74 | 17  | –17 |  |  |
| | Restauración Nacional (RN)                                | 908,255    | 7.33  | Nuevo | 6   | +6  |  |  |
| | Partido Nacionalista Peruano (PNP)                        | 744,532    | 6.01  | Nuevo | 10  | +10 |  |  |
| | Unión por el Perú (UPP)4                                  | 660,832    | 5.33  | +3.05 | 14  | +8  |  |  |
| | Somos Perú (SP)                                           | 621,637    | 5.02  | –9.63 | 7   | –11 |  |  |
| | Alianza para el Progreso (APP)                            | 453,130    | 3.66  | +2.38 | 8   | +8  |  |  |
| | Acción Popular (AP)                                       | 448,148    | 3.62  | –1.15 | 9   | –2  |  |  |
| | Agrupación Independiente Sí Cumple (Sí Cumple)5           | 318,657    | 2.57  | +1.91 | 1   | +1  |  |  |
| | Fuerza Democrática (FD)6                                  | 171,876    | 1.39  | –0.77 | 4   | +1  |  |  |
| | Avanza País (AvP)                                         | 78,439     | 0.63  | Nuevo | 0   | ±0  |  |  |
| | Coordinadora Nacional de Independientes (CNI)             | 61,610     | 0.50  | Nuevo | 1   | +1  |  |  |
| | Renacimiento Andino (RA)                                  | 61,495     | 0.50  | –0.94 | 2   | –3  |  |  |
| | Frente Popular Agrícola del Perú (Frepap)                 | 60,957     | 0.49  | +0.43 | 1   | ±0  |  |  |
| | Confianza Perú (Confianza Perú–FD–PA)7                    | 48,618     | 0.39  | +0.33 | 0   | ±0  |  |  |
| | Alianza Regional Áncash (PPC–SN–PP–PDS)8                  | 47,694     | 0.38  | –0.39 | 3   | –2  |  |  |
| | Perú Posible (PP)9                                        | 38,561     | 0.31  | –6.93 | 2   | –5  |  |  |
| | Movimiento Nueva Izquierda (MNI)10                        | 37,998     | 0.31  | –1.46 | 1   | –1  |  |  |
| | Siempre Unidos (SU)                                       | 37,983     | 0.31  | +0.20 | 2   | +2  |  |  |
| | Frente Amplio Regional (MNI–PS)11                         | 35,863     | 0.29  | +0.21 | 4   | +4  |  |  |
| | Partido Socialista (PS)10                                 | 23,793     | 0.19  | Nuevo | 2   | +2  |  |  |
| | Con Fuerza Perú (CFP)                                     | 22,142     | 0.18  | Nuevo | 1   | +1  |  |  |
| | Justicia Nacional (J)                                     | 14,263     | 0.12  | Nuevo | 0   | ±0  |  |  |
| | Frente Independiente Moralizador (FIM)                    | 12,844     | 0.10  | –0.75 | 0   | –2  |  |  |
| | Movimiento Humanista Peruano (MHP)                        | 9,612      | 0.08  | Nuevo | 0   | ±0  |  |  |
| | Progresemos Perú (Progresemos)                            | 8,377      | 0.07  | Nuevo | 0   | ±0  |  |  |
| | Perú Ahora (PA)6                                          | 8,324      | 0.07  | Nuevo | 0   | ±0  |  |  |
| | Unidad Popular (MNI–PS)12                                 | 7,133      | 0.06  | ±0.00 | 1   | +1  |  |  |
| | Resurgimiento Peruano (RP)                                | 5,341      | 0.04  | Nuevo | 0   | ±0  |  |  |
| | Fuerza Nacional (FN)                                      | 4,726      | 0.04  | Nuevo | 0   | ±0  |  |  |
| | Frente Popular Democrático (MNI–PS)13                     | 4,250      | 0.03  | –0.08 | 0   | –1  |  |  |
| | Reconstrucción Democrática (RD)                           | 2,287      | 0.02  | –1.46 | 0   | ±0  |  |  |
| | Adelante (Adelante)                                       | 1,495      | 0.01  | Nuevo | 0   | ±0  |  |  |
| | Partido por la Democracia Social - Compromiso Perú (PDS)9 | 1,228      | 0.01  | Nuevo | 0   | ±0  |  |  |
| | Renovación Nacional (Renovación)                          | 323        | 0.00  | Nuevo | 0   | ±0  |  |  |
| | Independientes                                            | 3,493,351  | 28.19 | n/a   | 93  | +7  |  |  |
| |                                                           |            |       |       |     |     |  |  |
| Total | Total                                                     | 12,392,281 |       |       | 195 | +1  |  |  |
| |                                                           |            |       |       |     |     |  |  |
| Votos válidos | Votos válidos                                             | 12,392,281 | 85.43 | +1.60 |     |     |  |  |
| Votos en blanco | Votos en blanco                                           | 1,016,833  | 7.01  | –1.79 |     |     |  |  |
| Votos nulos | Votos nulos                                               | 1,096,533  | 7.56  | +0.19 |     |     |  |  |
| Votos emitidos | Votos emitidos                                            | 14,505,647 | 87.41 | +3.55 |     |     |  |  |
| Abstenciones | Abstenciones                                              | 2,089,177  | 12.59 | –3.55 |     |     |  |  |
| Votantes registrados | Votantes registrados                                      | 16,594,824 |       |       |     |     |  |  |
| |                                                           |            |       |       |     |     |  |  |
| Fuente: |                                                           |            |       |       |     |     |  |  |
| Notas al pie: 1 No incluye resultados en Áncash, Ica y La Libertad. 2 Comparado con los resultados de Unidad Nacional (UN) en La Libertad en las elecciones de 2002. 3 Comparado con los resultados de Unidad Nacional (UN) y Frente Regional Progresista Iqueño (FREPROI) en Ica en las elecciones de 2002. 4 Comparado con los resultados de Agrupación Independiente Unión por el Perú - Frente Amplio (UPP) en las elecciones de 2002. 5 Comparado con los resultados de Vamos Vecino (VV) en las elecciones de 2002. 6 No incluye resultados en Callao y Lima Provincias. 7 Comparado con los resultados de Fuerza Democrática (FD) en Callao y Lima Provincias en las elecciones de 2002. 8 Comparado con los resultados de Perú Posible (PP) y Unidad Nacional (UN) en Áncash en las elecciones de 2002. 9 No incluye resultados en Áncash. 10 No incluye resultados en Apurímac, Huánuco y Junín. 11 Comparado con los resultados del Movimiento Nueva Izquierda (MNI) en Huánuco en las elecciones de 2002. 12 Comparado con los resultados del Movimiento Nueva Izquierda (MNI) en Junín en las elecciones de 2002. 13 Comparado con los resultados del Movimiento Nueva Izquierda (MNI) en Apurímac en las elecciones de 2002. |                                                           |            |       |       |     |     |  |  |
| Notas al pie: |                                                           |            |       |       |     |     |  |  |
| 1 No incluye resultados en Áncash, Ica y La Libertad. 2 Comparado con los resultados de Unidad Nacional (UN) en La Libertad en las elecciones de 2002. 3 Comparado con los resultados de Unidad Nacional (UN) y Frente Regional Progresista Iqueño (FREPROI) en Ica en las elecciones de 2002. 4 Comparado con los resultados de Agrupación Independiente Unión por el Perú - Frente Amplio (UPP) en las elecciones de 2002. 5 Comparado con los resultados de Vamos Vecino (VV) en las elecciones de 2002. 6 No incluye resultados en Callao y Lima Provincias. 7 Comparado con los resultados de Fuerza Democrática (FD) en Callao y Lima Provincias en las elecciones de 2002. 8 Comparado con los resultados de Perú Posible (PP) y Unidad Nacional (UN) en Áncash en las elecciones de 2002. 9 No incluye resultados en Áncash. 10 No incluye resultados en Apurímac, Huánuco y Junín. 11 Comparado con los resultados del Movimiento Nueva Izquierda (MNI) en Huánuco en las elecciones de 2002. 12 Comparado con los resultados del Movimiento Nueva Izquierda (MNI) en Junín en las elecciones de 2002. 13 Comparado con los resultados del Movimiento Nueva Izquierda (MNI) en Apurímac en las elecciones de 2002.               |                                                           |            |       |       |     |     |  |  |

### Resultados por provincia
La siguiente tabla enumera el control partidario de las provincias donde se ubican las capitales así como las más pobladas de cada departamento, además de aquellas con una población por encima o alrededor de 65 000. El cambio de mando de una organización política se resalta del color de ese partido.
| Provincia         | Población | Alcalde(sa) titular                 | Partido político | Partido político                 | Alcalde(sa) electo(a)       | Partido político | Partido político                |
| ----------------- | --------- | ----------------------------------- | ---------------- | -------------------------------- | --------------------------- | ---------------- | ------------------------------- |
| Lima              | 7 744 537 | Luis Castañeda Lossio               |                  | Unidad Nacional                  | Luis Castañeda Lossio       |                  | Unidad Nacional                 |
| Callao            | 882 066   | Alexander Kouri Bumachar            |                  | Chim Pum Callao                  | Félix Moreno Caballero      |                  | Chim Pum Callao                 |
| Arequipa          | 875 088   | Yamel Romero Peralta                |                  | Partido Aprista Peruano          | Simón Balbuena Marroquín    |                  | Partido Nacionalista Peruano    |
| Trujillo          | 829 536   | José Murgia Zannier                 |                  | Partido Aprista Peruano          | César Acuña Peralta         |                  | Alianza para el Progreso        |
| Chiclayo          | 791 663   | Arturo Castillo Chirinos            |                  | Acción Popular                   | Roberto Torres Gonzales     |                  | Todos por Lambayeque            |
| Piura             | 674 166   | Eduardo Cáceres Chocano             |                  | Partido Aprista Peruano          | José Aguilar Santisteban    |                  | Obras + Obras                   |
| Maynas            | 516 283   | Juan del Águila Cárdenas            |                  | Partido Aprista Peruano          | Salomón Abensur Díaz        |                  | Vamos Loreto                    |
| Huancayo          | 481 593   | Fernando Barrios Ipenza             |                  | Partido Aprista Peruano          | Freddy Arana Velarde        |                  | Junín Sostenible con su Gente   |
| Santa             | 404 874   | Estuardo Díaz Delgado               |                  | Partido Aprista Peruano          | Guzmán Aguirre Altamirano   |                  | Río Santa Caudaloso             |
| Cusco             | 382 577   | Carlos Valencia Miranda             |                  | Cusco en Acción                  | Marina Sequeiros Montesinos |                  | Unión por el Perú               |
| Coronel Portillo  | 338 121   | Luis Valdez Villacorta              |                  | Todo por Ucayali                 | Luis Valdez Villacorta      |                  | Movimiento Agrario Popular      |
| Cajamarca         | 327 983   | Edgar Horna Pereira                 |                  | Partido Aprista Peruano          | Marco La Torre Sánchez      |                  | Unión por el Perú               |
| Ica               | 320 910   | Luis Fernández Prada                |                  | Partido Aprista Peruano          | Mariano Nacimiento Quispe   |                  | Partido Regional de Integración |
| Sullana           | 293 251   | Isaías Vásquez Morán                |                  | Desarrollo Local                 | Jaime Bardales Ruiz         |                  | Esperanza Popular               |
| Huánuco           | 281 382   | Eduardo Miraval Templo              |                  | Luchemos por Huánuco             | Jesús Giles Alipázaga       |                  | Somos Perú                      |
| Tacna             | 273 373   | Jacinto Gómez Mamani                |                  | Renacimiento Andino              | Luis Torres Robledo         |                  | Tacna Unida                     |
| Lambayeque        | 270 499   | Percy Ramos Puelles                 |                  | Partido Aprista Peruano          | Percy Ramos Puelles         |                  | Partido Aprista Peruano         |
| San Román         | 243 929   | Miguel Ramos Benique                |                  | Moral y Desarrollo               | David Mamani Paricahua      |                  | Siempre Unidos                  |
| Puno              | 237 035   | Mariano Portugal Catacora           |                  | Unión Regional                   | Luis Butrón Castillo        |                  | Restauración Nacional           |
| Huamanga          | 231 584   | Gerardo Ludeña Gonzales             |                  | Partido Aprista Peruano          | Germán Martinelli Chuchón   |                  | Innovación Regional             |
| Cañete            | 204 542   | Rufina Lévano Quispe                |                  | Somos Perú                       | Javier Alvarado Gonzáles    |                  | Patria Joven                    |
| Huaura            | 202 776   | Guillermo Agüero Reeves             |                  | Somos Perú                       | Pedro Zurita Paz            |                  | Concertación para el Desarrollo |
| Jaén              | 194 738   | Jaime Vilchez Oblitas               |                  | Acción Popular                   | Jaime Vilchez Oblitas       |                  | Acción Popular                  |
| Chincha           | 194 334   | Félix Amoretti Mendoza              |                  | Unión por el Perú                | José Navarro Grau           |                  | Partido Regional de Integración |
| Satipo            | 191 153   | María Quevedo de Arellano           |                  | Unidad Nacional                  | César Merea Tello           |                  | Fuerza Constructora             |
| La Convención     | 177 720   | Fedia Castro Melgarejo de Gutiérrez |                  | Somos Perú                       | Hernán de la Torre Dueñas   |                  | Unión por el Perú               |
| Chota             | 171 647   | Segundo Ticlla Rafael               |                  | Compromiso Campesino             | Lorenzo Rubio Castro        |                  | Fuerza Democrática              |
| Chanchamayo       | 171 370   | Walter Mendoza Castro               |                  | Fuerza Chanchamayo               | Liv Haug Landmo             |                  | Fuerza Constructora             |
| Huaral            | 167 964   | David Perea Collantes               |                  | Frente de Concertación           | Jaime Uribe Ochoa           |                  | Alianza para el Progreso        |
| Morropón          | 166 245   | Eulogio Palacios Márquez            |                  | Obras y Más Obras                | Fermín Farías Zapata        |                  | Somos Perú                      |
| San Martín        | 161 897   | Armando Gonzales del Águila         |                  | Movimiento Independiente IDEAS   | Sandro Rivero Uzátegui      |                  | Nueva Amazonía                  |
| Andahuaylas       | 154 321   | Julio Huaraca Merino                |                  | Frente Popular Llapanchik        | Víctor Molina Quintana      |                  | Frente Popular Llapanchik       |
| Pasco             | 152 843   | Valentín López Espíritu             |                  | Partido Aprista Peruano          | Tito Valle Ramírez          |                  | Somos Perú                      |
| Huaraz            | 150 013   | Gelacio Mautino Ángeles             |                  | Acción Nacionalista Peruano      | Gelacio Mautino Ángeles     |                  | Acción Nacionalista Peruano     |
| Cutervo           | 148 122   | Jorge Paredes Guevara               |                  | Frente Independiente Moralizador | Wilson Delgado Olivera      |                  | Fuerza Social                   |
| Tumbes            | 147 751   | Ricardo Flores Dioses               |                  | Reconstrucción para un Tumbes    | Pío Cuenca Sulca            |                  | Somos Perú                      |
| Huancavelica      | 143 635   | Edgar Ruiz Quispe                   |                  | Campesinos y Profesionales       | Pedro Palomino Pastrana     |                  | Proyecto Integracionista        |
| Azángaro          | 143 414   | Percy Choque Ramos                  |                  | Poder Democrático Regional       | Rubén Pachari Inofuente     |                  | Restauración Nacional           |
| Ayabaca           | 143 104   | Práxedes Llacsahuanga Huamán        |                  | Somos Perú                       | Humberto Marchena Villegas  |                  | Alternativa Campesina           |
| Sánchez Carrión   | 140 146   | Héctor Rodríguez Barboza            |                  | Partido Aprista Peruano          | Carlos Loyola Márquez       |                  | Fuerza Sánchez Carrión          |
| San Ignacio       | 138 213   | Carlos Martínez Solano              |                  | Fuerza Campesina                 | Carlos Martínez Solano      |                  | Fuerza Campesina                |
| Barranca          | 137 939   | José Marreros Saucedo               |                  | Solidaridad Vecinal              | Romel Ullilen Vega          |                  | Partido Socialista              |
| Talara            | 133 582   | José Vitonera Infante               |                  | Partido Aprista Peruano          | José Vitonera Infante       |                  | Partido Aprista Peruano         |
| Chucuito          | 128 489   | Héctor Estrada Choque               |                  | Unión por el Perú                | Eugenio Barbaito Constanza  |                  | Renacimiento Andino             |
| Huancabamba       | 128 463   | Valentín Quevedo Peralta            |                  | Poder Agroindustrial             | Valentín Quevedo Peralta    |                  | Frente Amplio Campesino         |
| Pisco             | 126 746   | Diego Molina Saravia                |                  | Para el Desarrollo Social        | Juan Mendoza Uribe          |                  | Arriba Pisco                    |
| Leoncio Prado     | 121 982   | Ramiro Alvarado Celis               |                  | Integración de Alto Huallaga     | Juan Picón Quedo            |                  | Frente Amplio Regional          |
| Ascope            | 121 442   | Gonzalo León Núñez                  |                  | Partido Aprista Peruano          | Mario Velarde Carrión       |                  | Partido Aprista Peruano         |
| Tarma             | 118 218   | Mario Monteverde Pomareda           |                  | Fuerza Progresista               | Luis Morales Nieva          |                  | Convergencia Regional           |
| Utcubamba         | 117 685   | José Novoa Flores                   |                  | Energía Comunal Amazónica        | Segundo Hernández Vásquez   |                  | Unidos al Campo                 |
| Moyobamba         | 114 052   | Víctor del Castillo Reátegui        |                  | Partido Aprista Peruano          | Telésforo Ramos Huancas     |                  | Acción Regional                 |
| Alto Amazonas     | 109 547   | Leonardo Inga Vásquez               |                  | Acción Popular                   | Héctor Hidalgo Rojas        |                  | Fuerza Loretana                 |
| Paita             | 109 133   | Walter Wong Ayon                    |                  | Perú Posible                     | Alejandro Torres Vega       |                  | Acción Popular                  |
| Tayacaja          | 107 013   | Maciste Díaz Abad                   |                  | Renacimiento Andino              | Jesús Monge Abad            |                  | Trabajando para Todos           |
| Rioja             | 104 529   | Noé Hernández Izquierdo             |                  | Fuerza Comunal                   | Lorenzo Pariacuri Tantarico |                  | Nueva Amazonía                  |
| Abancay           | 104 076   | Marco Gamarra Samanez               |                  | Apurímac Unido                   | José Campos Céspedes        |                  | Todos Unidos por Abancay        |
| Canchis           | 103 486   | Ricardo Cornejo Sánchez             |                  | Inka Pachakuteq                  | Mario Velásquez Roque       |                  | Unión por el Perú               |
| Ferreñafe         | 100 841   | Juan Salazar García                 |                  | Partido Aprista Peruano          | William Cabrejos Requejo    |                  | Acción Popular                  |
| Jauja             | 97 845    | Luis Balvín Martínez                |                  | Unidos por Junín                 | Alejandro Barrera Arias     |                  | Alianza para el Progreso        |
| Pacasmayo         | 97 560    | Frederihs Buchelli Torres           |                  | Partido Aprista Peruano          | Wilfredo Rodríguez Rázuri   |                  | Partido Nacionalista Peruano    |
| Hualgayoc         | 94 395    | Ántero Saavedra Medina              |                  | Provincial para el Desarrollo    | Esteban Campos Benavides    |                  | Fuerza Social                   |
| Celendín          | 93 873    | Mauro Arteaga García                |                  | Fuerza Celendina                 | Juan Tello Villanueva       |                  | Fuerza Social                   |
| Otuzco            | 92 844    | Pedro Silvestre Rodríguez           |                  | Cívico para el Progreso          | Diómedes Veneros Ortecho    |                  | Juntos por La Libertad          |
| Huanta            | 90 980    | Alejandro Córdova La Torre          |                  | Somos Perú                       | Edwin Bustíos Saavedra      |                  | Qatun Tarpuy                    |
| Quispicanchi      | 87 297    | Lizardo Ángeles Revollar            |                  | Unión por el Perú                | Domingo Huittoccollo Curasi |                  | Restauración Nacional           |
| El Collao         | 84 276    | Miguel Flores Chambi                |                  | Fuerza Democrática               | Fortunato Calli Incacutipa  |                  | Partido Nacionalista Peruano    |
| La Mar            | 83 491    | Eulogio Vila Montaño                |                  | Renacimiento Andino              | Eulogio Vila Montaño        |                  | Innovación Regional             |
| Oxapampa          | 81 942    | Jeanette Prieto Noriega             |                  | Somos Perú                       | Roger Chalco Denegri        |                  | Concertación en la Región       |
| Pataz             | 80 818    | Melaneo Caballero Domínguez         |                  | Fuerza Democrática               | Orleer Medina Barrios       |                  | Movimiento Nueva Izquierda      |
| Lamas             | 80 636    | Rafael Saavedra Díaz                |                  | Partido Aprista Peruano          | Víctor Sifuentes Rojas      |                  | Nueva Amazonía                  |
| Chumbivilcas      | 80 288    | Clemente Enríquez Márquez           |                  | Movimiento Nueva Izquierda       | Domingo Benito Calderón     |                  | Autogobierno Ayllu              |
| Cajabamba         | 78 797    | Wilson Pesantes Alanyo              |                  | Independiente Gloribamba         | Carlos Urbina Burgos        |                  | Fuerza Social                   |
| Chepén            | 78 034    | Ofronio Quesquén Terrones           |                  | Partido Aprista Peruano          | Ofronio Quesquén Terrones   |                  | Partido Aprista Peruano         |
| Melgar            | 77 942    | Ricardo Chávez Calderón             |                  | Primero Perú                     | Bernardo Meza Álvarez       |                  | Con Fuerza Perú                 |
| Bagua             | 77 583    | Juan Tafur Tafur                    |                  | Acción Popular                   | Luis Núñez Terán            |                  | Fuerza Democrática              |
| Tambopata         | 77 392    | Aurelio Zavala Cancho               |                  | Progreso Verde                   | Eusebio Palacios Briceño    |                  | Nuevos Surcos 2006              |
| Virú              | 75 010    | Efigenio Mendocilla Donato          |                  | Partido Aprista Peruano          | Roger Cruz Alarcón          |                  | Partido Aprista Peruano         |
| Tocache           | 74 920    | Pedro Bogarín Vargas                |                  | Ahora el Sol                     | David Bazán Arévalo         |                  | Nueva Amazonía                  |
| Huarochirí        | 74 696    | Rosa Vásquez Cuadrado               |                  | Unidad Nacional                  | Rosa Vásquez Cuadrado       |                  | Siempre Unidos                  |
| Carabaya          | 74 219    | Michel Portier Balland              |                  | Mosoq Carabaya                   | Nancy Rossel Angles         |                  | Unión por el Perú               |
| Mariscal Nieto    | 73 980    | Vicente Zeballos Salinas            |                  | Compromiso y Desarrollo          | Edmundo Coayla Olivera      |                  | Unidos por Moquegua             |
| Huancané          | 73 737    | Andrés Choquehuanca Huanca          |                  | Alianza Total para el Trabajo    | Álex Gomez Pacoricona       |                  | Moral y Desarrollo              |
| Caylloma          | 73 056    | Élmer Cáceres Llica                 |                  | Desarrollo Caylloma              | Jorge Cueva Tejada          |                  | Partido Nacionalista Peruano    |
| Huamalíes         | 69 338    | Juan Pablo Chaupis                  |                  | Partido Aprista Peruano          | Eduardo Quino Herrera       |                  | Frente Amplio Regional          |
| Requena           | 69 016    | Epifanio Flores Quispe              |                  | UNIPOL                           | Epifanio Flores Quispe      |                  | Mi Loreto                       |
| Calca             | 69 006    | Roberto Farfán Ríos                 |                  | Acción Popular                   | Ciriaco Condori Cruz        |                  | Inka Pachakuteq                 |
| Espinar           | 66 463    | Luis Álvarez Salcedo                |                  | Partido Aprista Peruano          | Lindley Salinas Pérez       |                  | Renacimiento Andino             |
| Loreto            | 65 160    | Víctor Saavedra Montano             |                  | La Espiga del Arroz              | René Navarro Dosantos       |                  | Alianza para el Progreso        |
| Lucanas           | 65 030    | Teobaldo Alderete Torres            |                  | Fuerza Democrática               | Pedro Tincopa Calle         |                  | Acción Popular                  |
| Huari             | 64 982    | César Asencios Villavicencio        |                  | Somos Perú                       | Edwards Vizcarra Zorrilla   |                  | Partido Nacionalista Peruano    |
| Ilo               | 64 838    | Jorge Mendoza Pérez                 |                  | Nuestro Ilo - Moquegua           | Jorge Mendoza Pérez         |                  | Nuestro Ilo - Moquegua          |
| Ucayali           | 64 338    | Allan Ruiz Vega                     |                  | UNIPOL                           | Luis Zuta Rengifo           |                  | Fuerza Loretana                 |
| Sandia            | 63 764    | Enrique Quilla Gómez                |                  | Poder Democrático Regional       | Ángel Quispe Quispe         |                  | Restauración Nacional           |
| Concepción        | 63 577    | Máximo Chipana Hurtado              |                  | Unidad Nacional                  | Óscar Berríos Fuentes       |                  | Convergencia Regional           |
| Acobamba          | 63 066    | Glodoaldo Álvarez Oré               |                  | Campesinos y Profesionales       | Glodoaldo Álvarez Oré       |                  | Movimiento Regional AYNI        |
| Sechura           | 62 512    | Justo Eche Morales                  |                  | Sechura Rumbo al Progreso        | Santos Querevalú Periche    |                  | Movimiento de Desarrollo Local  |
| Pachitea          | 62 378    | Ramón Marcelo Lau                   |                  | Frente Independiente Pachitea    | Cayo Rojas Rivera           |                  | Frente Amplio Regional          |
| Santiago de Chuco | 60 762    | Enemecio Rojas Alipio               |                  | Perú Posible                     | Abner Avalos Villacorta     |                  | Alianza para el Progreso        |
| San Miguel        | 60 418    | Juan Quiroz Alcántara               |                  | Unión San Miguelina              | Guillermo Espinoza Rodas    |                  | Fuerza Social                   |
| Chachapoyas       | 53 348    | Óscar Torres Quiroz                 |                  | Partido Aprista Peruano          | Peter Thomas Lerche         |                  | Unión por el Perú               |